# Trasa Niepodległości w Białymstoku
Trasa Niepodległości – zachodnia wewnętrzna obwodnica Białegostoku o długości ok. 10,5 km, koszt inwestycji ok. 450 mln zł. Została otwarta 28 sierpnia 2019 roku. Całkowite ukończenie prac nastąpiło pod koniec 2019 roku. W ramach zachodniej obwodnicy zbudowano aleję Niepodległości, I.J.Paderewskiego oraz fragment ul. Narodowych Sił Zbrojnych.
Przez trasę przebiega Droga Wojewódzka nr 669.
Trasa Niepodległości, biegnąca; ul. NSZ, al. Niepodległości, al. I.J.Paderewskiego do ul. Wiadukt, która jest przedłużeniem do ul. K.Ciołkowskiego (kierunek Lublin), pozwala na połączenie z ciągiem dróg krajowych tras tranzytowych biegnących z kierunku dwóch przejść granicznych w Budzisku i Bobrownikach (do Warszawy).

## Przebieg trasy
Trasa Niepodległości wraz z Trasą Generalską i ul. Konstantego Ciołkowskiego tworzą wewnętrzną obwodnicę Miasta Białystok. Umożliwiają transport przemieszczającym się mieszkańcom Białegostoku z osiedla na osiedla oraz przeniesienie ruchu tranzytowego na obrzeża miasta.
Osiedla Zielone Wzgórza, Nowe Miasto zostały połączone tunelem biegnącym pod torami linii kolejowych: Rail Baltica prowadzącej m.in. do Warszawy (E 75/nr 6), Czeremchy nr 32, Ełku nr 38 oraz linii kolejowej nr 836, a także wiaduktem drogowym nad bocznicą kolejową do jednostki wojskowej w Białymstoku.
W ramach tej inwestycji wybudowano osiem dwupoziomowych skrzyżowań, jedno rondo i przebudowano jedno skrzyżowanie:
- rondo Jagiellonii Białystok (skrzyżowanie ul. Narodowych Sił Zbrojnych – al. Jana Pawła II – al. Niepodległości) w pierwotnych planach miało to być skrzyżowanie dwupoziomowe[7],
- al. Niepodległości – ul. Armii Krajowej,
- al. Niepodległości – ul. J.Popiełuszki,
- al. Niepodległości – ul. Wrocławska,
- al. Niepodległości – ul. Magnoliowa,
- al. Niepodległości – ul. Hetmańska – ul. Klepacka,
- al. I.J.Paderewskiego – ul. Transportowa,
- al. I.J.Paderewskiego – ul. Pułaskiego,
- al. I.J.Paderewskiego – ul. św. Jerzego,
- al. I.J.Paderewskiego – ul. Wiadukt (przebudowano)

Obiekty inżynieryjne obsługują ruch pojazdów samochodowych oraz m.in. ruch pieszy i rowerowy.